# Чемпионат Украины по футболу среди женщин 2014
Чемпионат Украины по футболу 2014 года среди женских команд. Высшая лига (укр. Чемпіонат України з футболу 2014 року серед жіночіх команд. Вища ліга) — 23-й Чемпионат Украины по футболу среди женщин. Турнир стартовал 18 апреля, а завершился 27 октября 2014 года. Звание чемпиона Украины четвёртый год подряд завоевал харьковский «Жилстрой-1», лишь по дополнительным показателям опередивший другую харьковскую команду — «Жилстрой-2». Лучшим бомбардиром чемпионата стала нападающая серебряных призёров Яна Калинина, забившая в 12 играх 15 голов.

## Участники
В чемпионате в 2014 году принимали участие 8 команд. После двухлетнего перерыва в турнир вернулся «Ятрань-Базис», ставший победителем возрождённой в сезоне 2013 первой лиги. Из участников прошлого сезона чемпионат лишился чемпиона Украины 2007 года калушского «Нефтехимика».
| Клуб            | Город                         |
| --------------- | ----------------------------- |
| Атекс-СДЮШОР-16 | Киев                          |
| Жилстрой-1      | Харьков                       |
| Жилстрой-2      | Харьков                       |
| Ильичёвка       | Мариуполь                     |
| Легенда-ШВСМ    | Чернигов                      |
| Родына-Лицей    | Костополь, Ровненская область |
| Дончанка-ЦПОР   | Донецк                        |
| Ятрань-Базис    | Уманский район                |

## Турнирная таблица
| М | Команда                     | И  | В  | Н | П  | Мячи    | ±   | О  | Примечания                                 |
| - | --------------------------- | -- | -- | - | -- | ------- | --- | -- | ------------------------------------------ |
|   | Жилстрой-1 (Харьков)        | 14 | 12 | 2 | 0  | 54 − 3  | +51 | 38 | Квалификационный раунд Лиги чемпионов УЕФА |
|   | Жилстрой-2 (Харьков)        | 14 | 12 | 2 | 0  | 43 − 4  | +39 | 38 |                                            |
|   | Легенда-ШВСМ (Чернигов)     | 14 | 9  | 0 | 5  | 31 − 13 | +18 | 24 | Снято 3 очка                               |
| 4 | Ятрань-Базис (Уманский р-н) | 14 | 7  | 1 | 6  | 20 − 22 | −2  | 22 |                                            |
| 5 | Ильичёвка (Мариуполь)       | 14 | 5  | 1 | 8  | 7 − 18  | −11 | 16 |                                            |
| 6 | Родына-Лицей (Костополь)    | 14 | 5  | 0 | 9  | 8 − 41  | −33 | 15 |                                            |
| 7 | Атекс-СДЮШОР-16 (Киев)      | 14 | 2  | 0 | 12 | 0 − 63  | −63 | 3  | Снято 3 очка                               |
| 8 | ЦПОР-Дончанка (Донецк)      | 14 | 1  | 0 | 13 | 1 − 0   | +1  | 3  |                                            |

И — игры, В — выигрыши, Н — ничьи, П — проигрыши, Мячи — забитые и пропущенные голы, ± — разница голов, О — очки

## Результаты матчей
Из-за боевых действий на востоке Украины футбольный клуб «ЦПОР-Дончанка» приостановил выступления в чемпионате после первого тура. Команда не играла в турах № 2—14. Её соперники получили технические победы.
| Команда                        | ЖС1  | ЖС2 | ЛЕГ | ЯТР | ИЛЧ | РОД | АТЕ  | ДОН |
| ------------------------------ | ---- | --- | --- | --- | --- | --- | ---- | --- |
| 1. Жилстрой-1 (Харьков)        |      | 0:0 | 5:0 | 5:1 | 3:1 | 8:0 | 4:0  | +:- |
| 2. Жилстрой-2 (Харьков)        | 1:1  |     | 3:2 | 2:1 | 3:0 | 6:0 | 15:0 | +:- |
| 3. Легенда (Чернигов)          | 0:1  | 0:1 |     | 4:0 | 2:0 | 4:0 | 5:0  | +:- |
| 4. Ятрань-Базис (Уманский р-н) | 0:6  | 0:1 | 2:4 |     | 1:0 | 1:0 | 10:0 | +:- |
| 5. Ильичёвка (Мариуполь)       | 0:3  | 0:3 | +:- | 0:0 |     | 4:0 | +:-  | 0:1 |
| 6. Родына-Лицей (Костополь)    | 0:10 | 0:1 | 1:5 | 0:2 | 2:0 |     | 4:0  | +:- |
| 7. Атекс-СДЮШОР-16 (Киев)      | 0:8  | 0:7 | 0:5 | 0:2 | 0:2 | 0:1 |      | +:- |
| 8. ЦПОР-Дончанка (Донецк)      | -:+  | -:+ | -:+ | -:+ | -:+ | -:+ | -:+  |     |

## Бомбардиры
| # | Футболист       | Команда                                       | Голы (пен.) | Игры    |
| - | --------------- | --------------------------------------------- | ----------- | ------- |
| 1 | Яна Калинина    | Жилстрой-2 (Харьков)                          | 15 (2)      | 12 (12) |
| 2 | Мария Тихонова  | Жилстрой-1 (Харьков)                          | 11 (3)      | 11      |
| 3 | Ольга Овдийчук  | Жилстрой-1 (Харьков)                          | 9           | 12      |
| 4 | Анна Мозольская | Жилстрой-1 (Харьков)                          | 8           | 11      |
| 5 | Анна Воронина   | Жилстрой-1 (Харьков) / ЦПОР-Дончанка (Донецк) | 8           | 9       |
| 6 | Яна Малахова    | Жилстрой-1 (Харьков)                          | 6           | 10      |

## Статистические данные
- Лучшим игроком чемпионата был признан голкипер харьковского «Жилстрой-1» Ирина Санина[5].
- В течение чемпионата было забито 164 мяча, 95 из которых на счету хозяев, а 69 — гостей[6].
- Арбитрами было назначено 14 пенальти, 12 из которых завершились взятием ворот[6].
- Самый быстрый гол чемпионата забила игрок команды «Жилстрой-1» Анна Мозольская, поразив ворота «Атекс» на 1 минуте матча[6].
- Самой посещаемой командой соревнований стал харьковский «Жилстрой-2». Матчи с его участием посетили 2680 зрителей[7].
- Больше всего зрителей собрал «чемпионский» поединок между «Жилстрой-2» и «Жилстрой-1» — 500 человек[6].
- Самым популярным счётом чемпионата стал 1:0 (8 матчей)[6].
- Единственной командой, так и не распечатавшей ворота соперников, стал киевский «Атекс»[7].
- Самой грубой командой чемпионата стала «Ильичёвка». В пассиве мариупольских футболисток 2 удаления и 12 предупреждений[7].
- 15 игроков ФК «Жилстрой-2» получили звания и удостоверения мастеров спорта: Яна Калинина, Татьяна Китаева, Ирина Подольская, Ирина Бондарь, Виктория Рапа, Альбина Фомченко, Ирина Коломиец, Алена Цыбина, Валерия Ольховская, Татьяна Левицкая, Юлия Мотько, Роксолана Кравчук, Диана Ковтун, Вероника Андрухив и Любовь Мохнач[8].